# 1. FC Saarbrücken
1. FC Saarbrücken är tysk fotbollsklubb från Saarbrücken

## Kända spelare
- Edmund Conen
- Felix Magath